# جولای کف‌طلایی
جولای کف‌طلایی (نام علمی: Ploceus bojeri) نام یک گونه از سرده جولاها است.